# Heikki Alikoski
| Odkryte planetoidy: 13 | Odkryte planetoidy: 13 |
| ---------------------- | ---------------------- |
| (1508) Kemi            | 21 października 1938   |
| (1512) Oulu            | 18 marca 1939          |
| (1697) Koskenniemi     | 8 września 1940        |
| (1715) Salli           | 9 kwietnia 1938        |
| (1786) Raahe           | 9 października 1948    |
| (2180) Marjaleena      | 8 września 1940        |
| (2257) Kaarina         | 18 sierpnia 1939       |
| (2487) Juhani          | 8 września 1940        |
| (2573) Hannu Olavi     | 10 marca 1953          |
| (2714) Matti           | 5 kwietnia 1938        |
| (2911) Miahelena       | 8 kwietnia 1938        |
| (3776) Vartiovuori     | 5 kwietnia 1938        |
| (4066) Haapavesi       | 7 września 1940        |

Heikki A. Alikoski (ur. 1912 w Oulu, zm. 28 grudnia 1997 w Turku) – fiński astronom.
Pracował w obserwatorium w Turku w latach 1937–1956, był uczniem i asystentem Yrjö Väisälä. Odkrył 13 planetoid.
Planetoida (1567) Alikoski została nazwana jego imieniem.